# Il segreto di Esma
Il segreto di Esma (Grbavica) è un film del 2006 diretto da Jasmila Žbanić.
La regista Žbanić, al suo primo lungometraggio, è anche autrice della sceneggiatura originale.
Il titolo originale si riferisce all'omonimo quartiere di Sarajevo in cui vivono le due protagoniste, uno dei più colpiti e rimasti segnati dalla guerra in Bosnia ed Erzegovina degli anni novanta.
È stato proiettato in anteprima mondiale alla 56ª edizione del Festival di Berlino, dove si è aggiudicato l'Orso d'oro, il Premio della giuria ecumenica e il Peace Film Award.
Nel 2007 è stato designato come film rappresentante il cinema bosniaco alla selezione per l'Oscar al miglior film straniero, venendo però escluso dalla candidatura.

## Trama
Sarajevo, 2006. Esma è una donna bosniaca, o più precisamente bosgnacca, che lavora come cameriera e vive con la figlia adolescente Sara a Grbavica, un quartiere profondamente segnato dalla guerra dei Balcani. Le ferite lasciate dall'assedio serbo-bosniaco sono ancora presenti nel tessuto urbano così come nell'animo delle persone.
Sara non ha mai conosciuto suo padre ed è convinta che sia uno shahid (in Lingua bosniaca. Šehid, eroe di guerra, un martire musulmano, come quello del coetaneo Samir a cui è molto legata. Quando la scuola organizza una gita alla quale i figli degli eroi di guerra possono prendere parte senza pagare, Sara scopre di non essere nella lista. Nonostante Esma faccia di tutto per raccogliere la somma necessaria, la figlia insiste per conoscere la verità sulla morte del padre e la donna decide di rivelarle il suo doloroso segreto: Esma ha subito continue violenze nel campo profughi e Sara è nata da questi soprusi.
Sara è sconvolta dalla rivelazione mentre Esma trova la forza di raccontare la sua drammatica storia anche alle riunioni nel centro di assistenza, dove confessa quanto abbia odiato la creatura che portava in grembo e come questo sentimento sia svanito una volta presa in braccio la figlia la prima volta.
Il giorno della gita, tra madre e figlia c'è il silenzio più assoluto e niente sembra poter ricucire un filo spezzato da una verità nascosta troppo a lungo. Quando il pullman parte, seduta in fondo Sara guarda la madre e la saluta con la mano appoggiata al vetro: il gesto basta a Esma per ritrovare il sorriso.

## Produzione

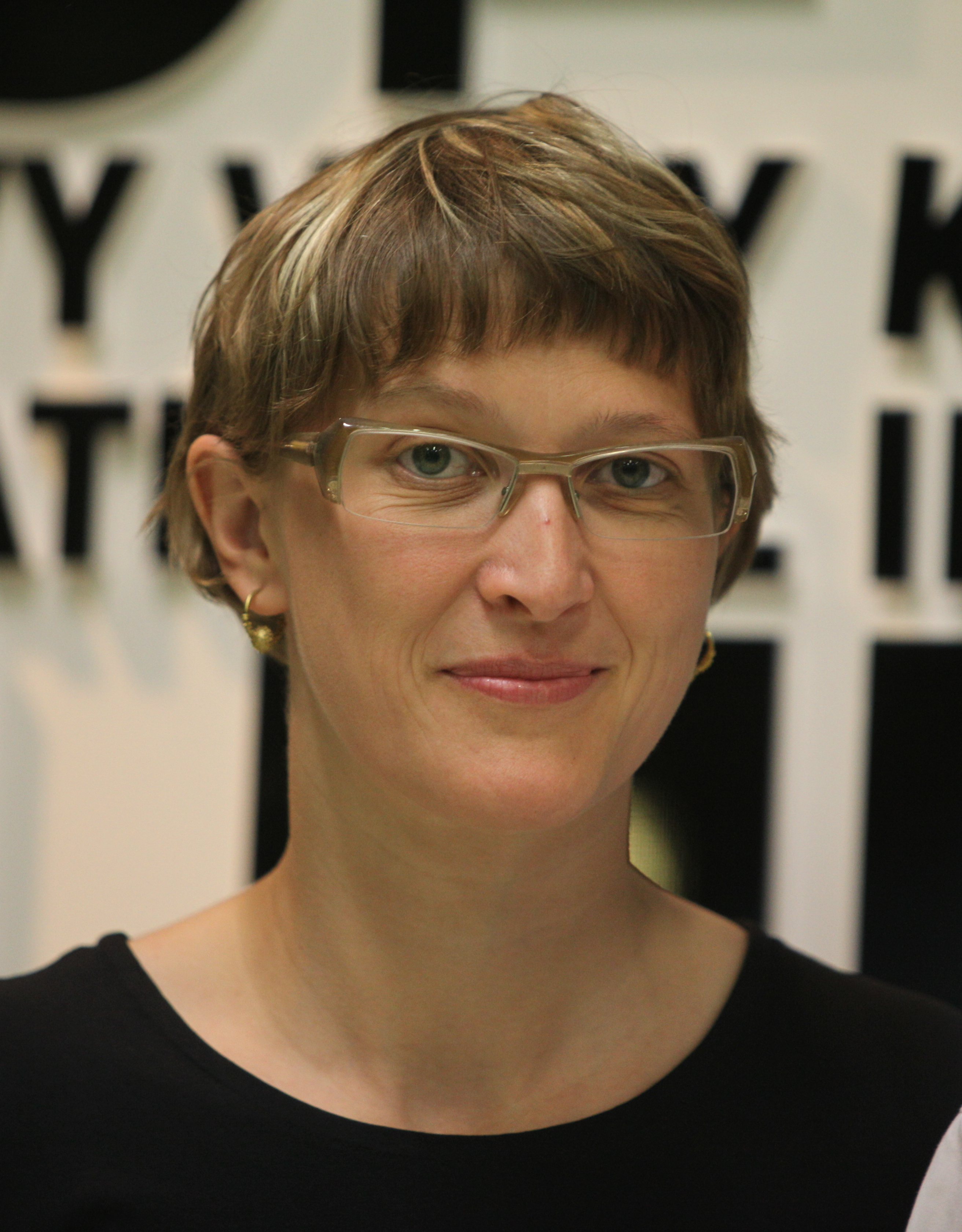
La regista Jasmila Žbanić.

Jasmila Žbanić ha tratto la sceneggiatura da ciò che ha vissuto durante l'adolescenza, trascorsa in uno dei distretti più traumatizzati durante l'assedio di Sarajevo: «Quello che mi interessava di più da adolescente era il sesso, o meglio parlare di sesso, sognarlo come la più alta realizzazione dell'amore» ha dichiarato la regista in un'intervista.
«Ma nel 1992 tutto è cambiato», ha proseguito, «il sesso veniva usato come parte di una strategia di guerra per umiliare le donne e distruggere un gruppo etnico! Durante la guerra, 20.000 donne furono sistematicamente violentate in Bosnia... Da allora, lo stupro e le sue conseguenze sono diventati un'ossessione per me, ho letto e seguito tutto ciò che riguardava questo argomento. Ancora non sapevo perché lo facevo... Quando ho dato alla luce mio figlio, che era un frutto dell'amore... questo mi ha scioccato completamente. Mi sono chiesta che significato emotivo poteva avere la maternità per una donna che ha un bambino concepito nell'odio. È stato il momento in cui ho saputo quello che volevo da Grbavica e l'ho scritto».

## Distribuzione
Il film è stato distribuito in Bosnia Erzegovina dal 1º marzo 2006, dopo l'anteprima del 12 febbraio al Festival di Berlino.

### Date di uscita
- Bosnia Erzegovina (Grbavica) – 1º marzo 2006
- Austria (Grbavica) – 3 marzo 2006
- Serbia (Grbavica) – 6 marzo 2006
- Germania (Esmas Geheimnis - Grbavica) – 6 luglio 2006
- Paesi Bassi (Grbavica) – 7 settembre 2006
- Francia (Sarajevo, mon amour) – 20 settembre 2006
- Italia (Il segreto di Esma) – 6 ottobre 2006
- Svezia (Grbavica - läker tiden alla sår?) – 13 ottobre 2006
- Israele (Grbavic) – 9 novembre 2006
- Portogallo (Filha da Guerra) – 23 novembre 2006
- Spagna (El secreto de Esma) – 24 novembre 2006
- Belgio (Grbavic) – 6 dicembre 2006
- Regno Unito (Esma's Secret - Grbavica) – 15 dicembre 2006
- Grecia (Σεράγεβο σ' αγαπώ) – 28 dicembre 2006
- Polonia (Grbavica) – 19 gennaio 2007
- Stati Uniti (Grbavica: The Land of My Dreams) – 16 febbraio 2007
- Turchia (Grbavica - Esma'nin sirri) – 6 aprile 2007
- Bulgaria (Гърбавица: Земята на моите мечти) – 20 aprile 2007
- Danimarca (Sarajevo - Håbets sang) – 20 aprile 2007
- Ungheria (Szerelmem, Szarajevó) – 17 maggio 2007
- Messico (La revelación de Sara) – 25 maggio 2007
- Giappone (サラエボの花) – 1º dicembre 2007
- Corea del Sud (그르바비차) – 3 gennaio 2008

### Festival internazionali
- Festival internazionale del cinema di Berlino – 12 febbraio 2006
- Festival cinematografico internazionale di Mosca – 23 giugno 2006
- Brussels Film Festival – Giugno/Luglio 2006
- Jerusalem Film Festival – Luglio 2006
- Festival International du Film de la Rochelle – 6 luglio 2006
- Festival internazionale del cinema di Karlovy Vary – 7 luglio 2006
- Gindou Film Festival – 20 agosto 2006
- Indie - World Film Festival – 25 agosto 2006
- Espoo Ciné International Film Festival – 27 agosto 2006
- Toronto International Film Festival – 13 settembre 2006
- Reykjavík International Film Festival – 3 ottobre 2006
- Morelia International Film Festival – 15 ottobre 2006
- Panorama of European Cinema – 18 ottobre 2006
- AFI Fest – Novembre 2006
- Festival internazionale del cinema di Salonicco – 20 novembre 2006
- Tallinn Black Nights Film Festival – 3 dicembre 2006
- Portland International Film Festival – 14 febbraio 2007
- Festival internazionale del cinema di Mar del Plata – 14 marzo 2007
- Cinema Spring International Film Festival – 24 marzo 2007
- Hong Kong International Film Festival – 2 aprile 2007
- Wisconsin Film Festival – 14 aprile 2007
- New Horizons Film Festival – 22 luglio 2007
- Refugee Film Festival – 23 giugno 2008

## Accoglienza

### Incassi
Complessivamente il film ha incassato circa 820.000 dollari, di cui oltre la metà in Germania e Spagna (550.000 dollari, circa 470.000 euro).
- Germania – 300022 $
- Spagna – 250275 $
- Messico – 56105 $
- Stati Uniti – 43460 $
- Norvegia – 37580 $
- Italia – 31233 $
- Argentina – 23859 $
- Corea del Sud – 23392 $
- Repubblica Ceca – 14152 $
- Turchia – 14071 $
- Taiwan – 10378 $
- Regno Unito – 7397 $
- Uruguay – 4044 $
- Ungheria – 1682 $
- Romania – 1588 $
- Bulgaria – 932 $
- Brasile – 377 $

### Critica
Il film ha ottenuto soprattutto recensioni positive da parte della critica. Il sito Rotten Tomatoes riporta il 98% di recensioni professionali con giudizio positivo e un voto medio di 7,5 su 10, mentre il sito Metacritic assegna al film un punteggio di 71 su 100 basato su 21 recensioni.
- «Mentre film eccellenti come No Man's Land di Danis Tanović e Svjedoci di Vinko Brešan hanno descritto la stessa guerra, pochi ne hanno affrontato le conseguenze e nessuno con la potenza dolorosa e l'empatia di Il segreto di Esma»
(Kenneth Turan, Los Angeles Times)[9]
- «Il punto essenziale del film... non è tanto la rivelazione culminante della vera parentela di Sara, o la narrativa stranamente indolente in cui è incastonata, ma piuttosto la lugubre esistenza quotidiana nel dopoguerra di Sarajevo»
(Andrew Sarris, The New York Observer)[10]
- «Un potente dramma umano che espone le dinamiche familiari e le profonde ferite che la guerra esige»
(Doris Toumarkine, Film Journal International)[11]
- «Il segreto di Esma è un film femminile nel senso migliore: Jasmila Žbanić ha un senso profondamente femminile di come la crisi viene filtrata attraverso i momenti della vita quotidiana»
(Ella Taylor, The Village Voice)[12]
- «Sostenuta da un'interpretazione meravigliosamente sfumata di Mirjana Karanović come donna che tenta di sfuggire ai tormenti del suo passato mentre cerca di difendere il futuro di sua figlia, il film di Jasmila Žbanić pone una domanda piuttosto complessa: è possibile una storia d'amore all'indomani della tortura e del genocidio?»
(Ken Fox, TV Guide)[13]
- «Jasmila Žbanić, che ha vissuto la guerra bosniaca a Sarajevo, è un talento insolito. Qui, ci fa provare l'inferno che i suoi personaggi hanno vissuto, così come il dolore pungente che ne è rimasto»
(Michael Wilmington, Chicago Tribune)[9]
- «La performance centrale di Mirjana Karanović è sin dall'inizio accattivante. Sfortunatamente, il film si muove sulla sua capacità attoriale di evocare simpatia e la lascia arenata in questa storia che è molto impostata ma poco remunerativa»
(Russell Edwards, Variety)[14]

## Riconoscimenti
- 2006 – Festival internazionale del cinema di Berlino
Orso d'oro a Jasmila Žbanić
Premio della giuria ecumenica a Jasmila Žbanić
Peace Film Award a Jasmila Žbanić
- 2006 – European Film Awards
Candidatura per il miglior film a Barbara Albert, Damir Ibrahimovich e Bruno Wagner
Candidatura per la miglior attrice a Mirjana Karanović
- 2006 – Brussels Film Festival
Migliore attrice a Mirjana Karanović
Prix Canvas TV per il miglior film a Jasmila Žbanić
- 2006 – AFI Fest
Gran premio della giuria a Jasmila Žbanić
- 2006 – Jerusalem Film Festival
Premio Spirit for Freedom per il miglior lungometraggio a Jasmila Žbanić
- 2006 – Reykjavík International Film Festival
Golden Puffin per il miglior film
- 2006 – Festival internazionale del cinema di Salonicco
Premio Woman & Equality a Jasmila Žbanić
- 2006 – Sundance Film Festival
Candidatura per il Gran premio della giuria a Jasmila Žbanić
- 2007 – Portland International Film Festival
Premio del pubblico a Jasmila Žbanić
- 2007 – Association of Polish Filmmakers Critics Awards
Menzione d'onore per il miglior film straniero a Jasmila Žbanić
- 2008 – Sun in a Net Awards
Miglior film in lingua straniera a Jasmila Žbanić
- 2008 – Premio Chlotrudis
Candidatura per la migliore attrice a Mirjana Karanović